# Non c'è niente di nuovo/Vita facile
Non c'è niente di nuovo/Vita facile è il nono singolo de I Camaleonti. Venne pubblicato nel 1967 dall'etichetta CBS.

## Tracce
Lato A
1. Non c'è niente di nuovo – 2:50 (Daniele Pace, Mario Panzeri)

Lato B
1. Vita facile – 2:33 (Claudio Cavallaro, Francesco Specchia)